# Kingsman: Золотое кольцо (саундтрек)
«Kingsman: Золотое кольцо» — саундтрек к одноимённому фильму, написанный Генри Джекманом и Мэттью Марджесоном. Был записан на AIR Lyndhurst Studios в Лондоне с дополнительным сведением на Westside Pacific Studios. Над партитурой дирижировал Гэвин Гринуэй с Мэттом Данкли в качестве дополнительного дирижёра. Саундтрек был выпущен на iTunes 22 сентября 2017 года и на CD 27 сентября La-La Land Records и Fox Music.

## Список композиций
Вся музыка написана Генри Джекман и Мэттью Марджесон.
| №   | Название                         | Длительность |
| --- | -------------------------------- | ------------ |
| 1.  | «Eggsy Is Back»                  | 5:50         |
| 2.  | «Memories of Harry»              | 2:00         |
| 3.  | «The Golden Circle»              | 1:18         |
| 4.  | «Poppy»                          | 2:17         |
| 5.  | «Incoming Missiles»              | 2:56         |
| 6.  | «You May Shed a Tear in Private» | 3:02         |
| 7.  | «Tequila»                        | 2:09         |
| 8.  | «The Lepidopterist»              | 2:16         |
| 9.  | «Rescuing Harry»                 | 1:45         |
| 10. | «Statesman»                      | 1:48         |
| 11. | «Ginger’s First Test»            | 1:15         |
| 12. | «Whiskey’s Demons»               | 1:02         |
| 13. | «Tornado in a Trailer Park»      | 2:30         |
| 14. | «Poppy’s Terms»                  | 3:01         |
| 15. | «Dancing Disease»                | 3:05         |
| 16. | «The Gondola Experience»         | 6:30         |
| 17. | «Cabin Ambush»                   | 4:13         |
| 18. | «Horrific News Report»           | 2:41         |
| 19. | «Flying to Poppyland»            | 5:09         |
| 20. | «No Time for Emotion»            | 2:51         |
| 21. | «Temple Battle»                  | 6:54         |
| 22. | «Viva Las Vegan»                 | 2:44         |
| 23. | «Not in Vain»                    | 3:59         |
| 24. | «A Man Who’s Honorable»          | 2:41         |
| 25. | «Kingsman Hoedown»               | 2:17         |

Треки 1, 20 и 23 включают «Take Me Home, Country Roads» (Б. Дэнофф / Т. Ниверт / Д. Денвер).
Двадцатый трек включает вокал от Марка Стронга.
Песни, не включённые в саундтрек, но включённые в фильм:
- Принс and The Revolution — "Let’s Go Crazy"
- Harold Melvin & the Blue Notes — "Don’t Leave Me This Way"
- Бадди Холли — "Raining in My Heart"
- Embrace — "Ashes"
- Том Чаплин — "Quicksand"
- Джон Денвер — "Annie’s Song"
- Генри Джекман — "Rage and Serenity" (совместно с Люди Икс: Первый класс)
- Элтон Джон — "Daniel"
- Элтон Джон — "Saturday Night’s Alright for Fighting"
- Элтон Джон — "Rocket Man (I Think It’s Going to Be a Long, Long Time)"
- The BossHoss — "Word Up!"
- Cameo — "Word Up!"
- Элтон Джон — "Jack Rabbit"